# Flamuri Futsal
Il Flamuri Futsal è una squadra norvegese di calcio a 5, con sede ad Oslo.

## Stagione
Il Flamuri ha partecipato alla Futsal Eliteserie 2014-2015. Ha giocato la prima partita in questa lega in data 13 dicembre 2014, vincendo per 2-2 contro il Vegakameratene. La squadra ha chiuso quella stagione al 10º ed ultimo posto finale, retrocedendo pertanto in 1. divisjon.